# EADS/Northrop Grumman KC-45
EADS/Northrop Grumman KC-45 là một mẫu máy bay chở dầu đề xuất dựa trên loại Airbus A330 MRTT. Không quân Hoa Kỳ (USAF) đã đặt mua 179 chiếc KC-45A trong giai đoạn 1 nhằm thay thế những chiếc máy bay tiếp nhiên liệu Boeing KC-135 Stratotanker đã cũ trong biến chế.

## Tính năng kỹ chiến thuật
Chú ý: các chỉ tiêu kỹ thuật đánh dấu "*" là dành cho A330.
Dữ liệu lấy từ KC-30, Airbus A330
Đặc điểm tổng quát
- Tổ lái: 3
- Sức chuyên chở: 226 hành khách
- Chiều dài: 192 ft 11 in (58,78 m)
- Sải cánh: 197 ft 10 in (60,28 m)
- Chiều cao: 57 ft 1 in (17,40 m)
- Diện tích cánh: 3892 ft²* (361,6 m²*)
- Trọng lượng rỗng: 265.657 lb* (120.500 kg*)
- Trọng tải có ích: Tải trọng không nhiên liệu: 104.000 lb (47.200 kg)
- Trọng lượng cất cánh tối đa: 507.063 lb* (230.000 kg*)
- Động cơ: 2 × General Electric CF6-80E1A4B kiểu turbofan*, 72.000 lbf (316 kN) mỗi chiếc
- Sức chứa nhiên liệu tối đa: 245.000 lb (111.000 kg)
- Hàng hóa: 32 pallet

 Hiệu suất bay 
- Vận tốc cực đại: 475 knot, 547 mph* (880 km/h*)
- Vận tốc hành trình: 464 knot, 534 mph* (860 km/h*)
- Tầm bay: 6.750 nm, 7.770 mi* (12.500 km*)
- Trần bay: 41.000 ft* (12.500 m*)